# Lysanias
Lysanias (* um 80 v. Chr.(?); † ca. 36 v. Chr.) war Tetrarch eines Herrschaftsgebietes am Westhang des Hermon, zu dem u. a. die Städte Chalkis und Abila Lysaniou („Abila des Lysanias“) gehörten. Durch den jüdischen Geschichtsschreiber Josephus und Münzfunde ist seine Regierungstätigkeit bezeugt für die Zeit von 40 bis 36 v. Chr. Der Vater des Lysanias war Ptolemaios, Sohn des Mennaios, der Herrscher des Fürstentums Chalkis in Ituräa.

## Herrscher von Chalkis und Abila
Trotz der Verstrickung der Dynastie der Mennaiden, der Lysanias angehörte, in eine den Interessen Roms nicht völlig konforme (parther- und judenfreundliche) Politik bestätigte der römische Triumvir Marcus Antonius zunächst die Herrschaftsrechte des Sohnes von Ptolemaios, Lysanias, den er mit königlichem Titel zum Herrscher von Ituräa ernannte.
Später allerdings, nachdem Antonius sich mit der ägyptischen Königin Kleopatra liiert hatte, beschuldigte diese laut Josephus den Lysanias, die Parther in Aufruhr versetzen zu wollen und ließ ihn im Jahre 36 v. Chr. ermorden, damit sie sich sein Land aneignen konnte. Diese Überlieferung ist aber wohl weniger präzise als der Bericht des Historikers Cassius Dio, dass Antonius selbst den Hinrichtungsbefehl für Lysanias gab, nachdem dieser von Kleopatra bezichtigt worden war, den parthischen Königssohn Pakoros († 38 v. Chr.) bei dessen Offensive gegen Kleinasien und Syrien unterstützt zu haben. Jedenfalls wurde das Gebiet des Lysanias von Antonius an Kleopatra übertragen. Die ägyptische Königin gab den ihr zugewiesenen Anteil von Ituräa an den Tetrarchen und Priester Zenodoros in Pacht, der möglicherweise ebenfalls der ituräischen Herrscherfamilie angehörte.

## Biblische Relevanz
Daneben taucht der Name Lysanias im Neuen Testament als der eines der vier Landesherren der herodianischen Tetrarchie um 28 bis 37 n. Chr. auf. Die Existenz eines Lysanias im 1. nachchristlichen Jahrhundert ist allerdings nicht sicher belegt.
Lysanias wird im Evangelium nach Lukas, (Lk 3,1 ) erwähnt. Er soll Landesfürst der Region Abilene gewesen sein, als Johannes der Täufer erstmals auftrat. Seine Herrschaft fiele demnach in die Zeit um das Jahr 28/29 n. Chr.

## Außerbiblische Erwähnung
Der antike jüdische Historiker Flavius Josephus erwähnt die Stadt Abila mit ihrem Umland „beim Berg Libanon“ als Gebiet, das zusätzlich zu den der Nachkommenschaft Herodes des Großen zustehenden Territorien vom römischen Kaiser Claudius dem jüdischen König Agrippa I. zugesichert wird. Agrippa I. hatte das Gebiet bereits im Jahr 37 n. Chr. unter Caligula erhalten.
Die Stadt Abila des Lysanias ist von der Stadt Abila in der Dekapolis zu unterscheiden.